# Astangu

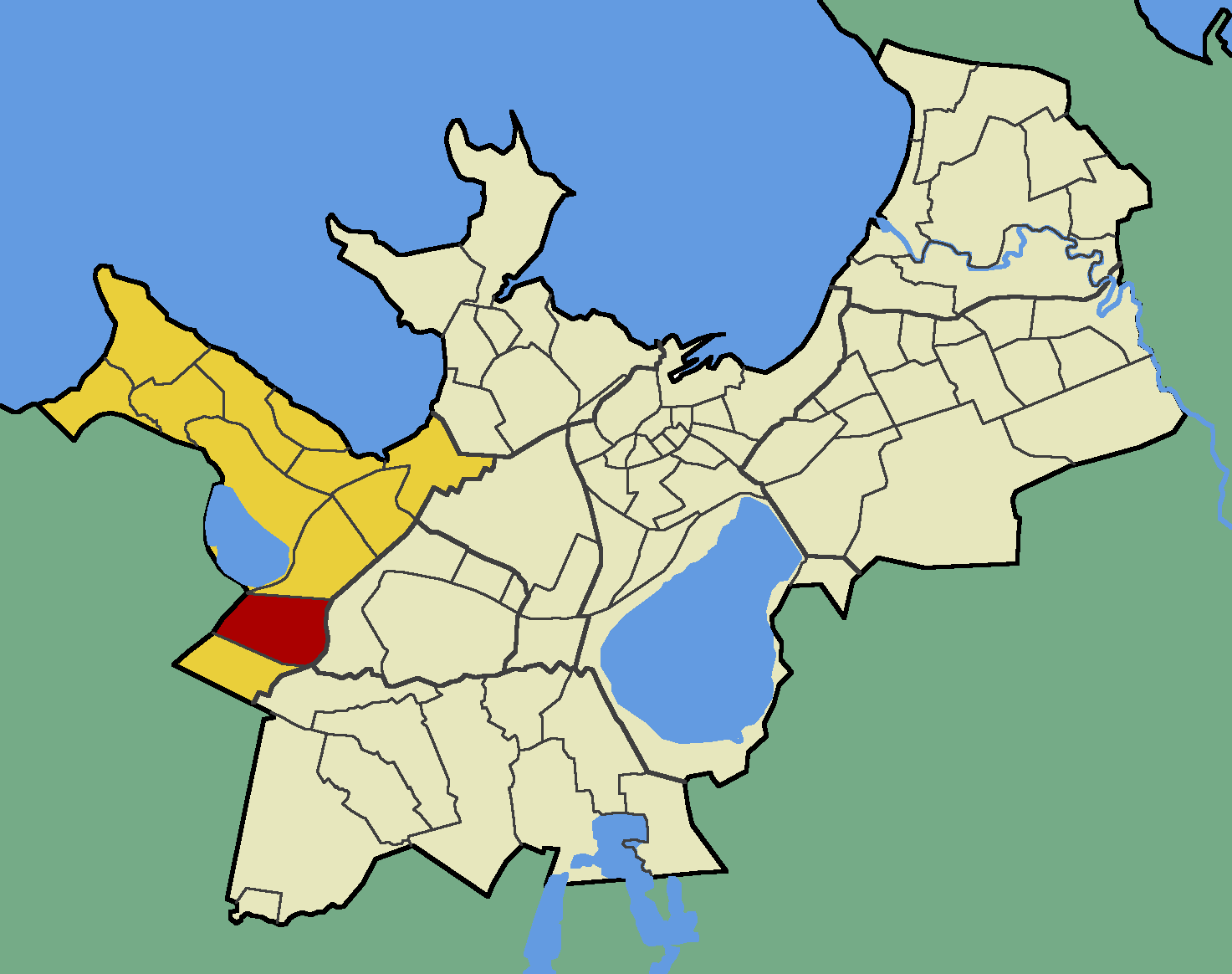
Der Bezirk Astangu (rot) im Tallinner Stadtteil Haabersti (gelb)

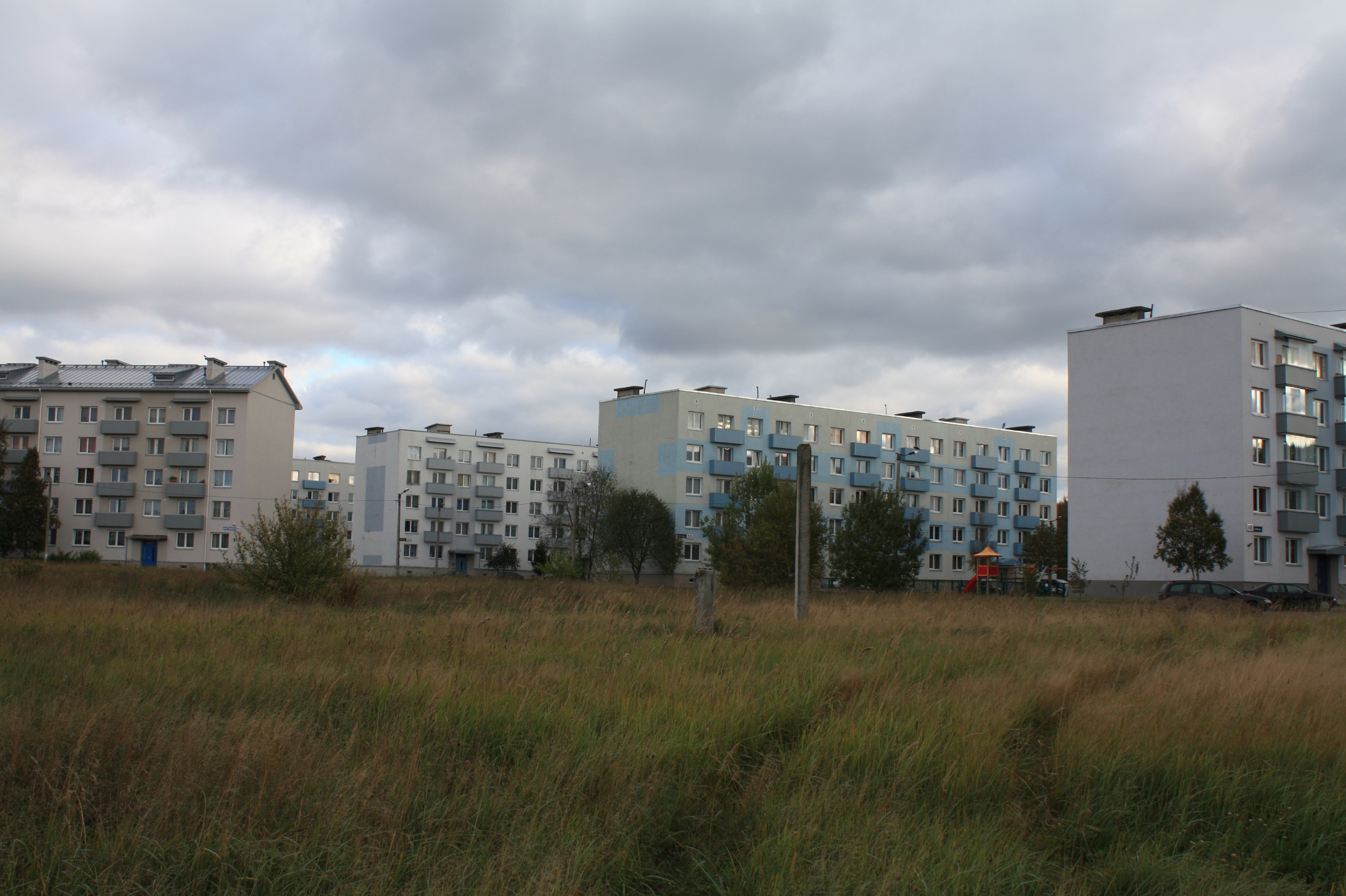
Sowjetische Wohnblöcke in Astangu. Aufnahme von 2010.

Astangu ist ein Bezirk (estnisch asum) der estnischen Hauptstadt Tallinn. Er liegt im Stadtteil Haabersti.

## Beschreibung
Der Stadtbezirk hat 3.054 Einwohner (Stand 1. Mai 2010).
Wohnblöcke aus sowjetischer Zeit stehen heute neben Neubauten, die nach Wiedererlangung der estnischen Unabhängigkeit errichtet wurden.